# تساغیک وارطانیان
تساغیک لیودویکی وارطانیان (ارمنی: Ծաղիկ Լյուդվիկի Վարդանյան؛  زادهٔ ۲۳ اوت ۱۹۶۹) سیاستمدار؟، پزشک اهل ارمنستان است.

## زندگی‌نامه
وی در ۲۳ اوت ۱۹۶۹ در آگاراک به دنیا آمد و از دانشگاه پزشکی دولتی ایروان فارغ‌التحصیل گشت. همچنین برندهٔ جوایزی همچون مدال مخیتار هراتسی (۲۰۰۸) شده است.

## یادداشت
1. ↑  ՀՀ առողջապահության նախարարության բժշկական օգնության քաղաքականության վարչության պետ